# Filip Ilkowski
Filip Tomasz Ilkowski (ur. 1976) – polski politolog, doktor habilitowany nauk społecznych, adiunkt na Wydziale Nauk Politycznych i Studiów Międzynarodowych Uniwersytetu Warszawskiego. 

## Kariera naukowa
23 listopada 2005 uzyskał na ówczesnym Wydziale Dziennikarstwa i Nauk Politycznych UW stopień doktora nauk humanistycznych w zakresie nauk o polityce na podstawie prawy Reformy brytyjskiego prawa związkowego w latach 1964–1997. Analiza politologiczna, której promotorką była Grażyna Ulicka. 25 września 2017 na tym samym wydziale, noszącym już wówczas nazwę Wydziału Nauk Politycznych i Studiów Międzynarodowych UW, uzyskał stopień doktora habilitowanego nauk społecznych w dyscyplinie nauk o polityce na podstawie dorobku naukowego i rozprawy Imperializm kapitalistyczny we współczesnych ujęciach teoretycznych. 
Należał do kadry naukowo-dydaktycznej Instytutu Nauk Politycznych UW, a po reorganizacji wydziału w 2019 r., w ramach której instytuty zostały zastąpione przez katedry, znalazł się w zespole Katedry Teorii Polityki i Myśli Politycznej. 

## Działalność polityczna
Zaangażował się w działalność w szeregu lewicowych organizacji m.in. Inicjatywie Stop Wojnie i Pracowniczej Demokracji. 
W trakcie wojny Izraela z Hamasem, organizował w Warszawie demonstracje wyrażające solidarność z ludnością Strefy Gazy.
W wyborach samorządowych z 2014 kandydował do rady miejskiej Warszawy w dzielnicy Praga-Południe z ramienia Ruchu Sprawiedliwości Społecznej.

## Publikacje
- Imperializm kapitalistyczny we współczesnych ujęciach teoretycznych, Wydawnictwo Adam Marszałek, Toruń 2015
  - Przekład angielski: Capitalist Imperialism in Contemporary Theoretical Frameworks, tłum. Matthew La Fontaine, Peter Lang, Frankfurt 2017
- Teorie klasyczne imperializmu kapitalistycznego. Zarys krytyczny, Wydawnictwo Adam Marszałek, Toruń 2015
- Wybrane ruchy społeczne współczesnego kryzysu. Rewolucja i kontrrewolucja arabska, Indignados, Tea Party i Occupy Wall Street, związki zawodowe, Dom Wydawniczy Elipsa, Warszawa 2016